# Szaptalizacja

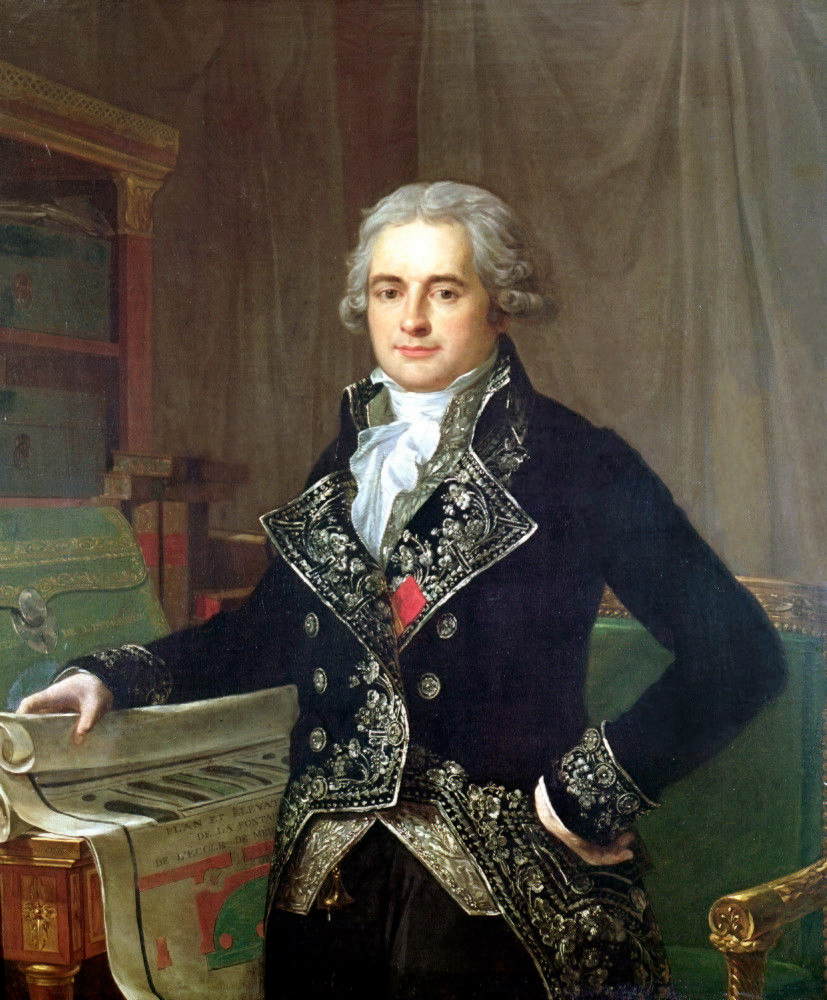
Jean-Antoine Chaptal na obrazie nieznanego malarza

Szaptalizacja – proces stosowany w winiarstwie, polegający na dosładzaniu moszczu, by w trakcie fermentacji osiągnąć wyższy poziom alkoholu. Nazwa pochodzi od nazwiska francuskiego ministra spraw wewnętrznych i chemika Jean-Antoine’a Chaptala, który spopularyzował tę metodę, choć nie był jej wynalazcą.
W zależności od techniki uprawy, klimatu i pogody w danym roczniku winogrona mogą nie osiągnąć pożądanego stopnia dojrzałości, a więc cukru, który przefermentuje w alkohol. Szaptalizacja była wykorzystywana w północnej i środkowej Francji od przełomu XVIII i XIX wieku. Stosowana ilość cukru odpowiadała nie więcej niż 2% alkoholu, a sam cukier jest często pozyskiwany z innych winogron lub z trzciny cukrowej albo buraków cukrowych. Wcześniej używano także miodu. Cukier nie jest dodawany wprost, ale rozpuszczany w odlanym moszczu, a po całkowitym rozpuszczeniu roztwór jest wlewany do kadzi fermentacyjnej. Jeśli moszcz jest macerowany lub fermentowany wraz ze skórkami (przede wszystkim w produkcji wina czerwonego), ze względu na trudność pomiaru ciężaru właściwego i przez to ocenę potencjalnej mocy wina szaptalizacja może być przeprowadzana kilkakrotnie, ale na mniejszą skalę.
Ocieplenie lata, rozwój winogrodnictwa (m.in. przycinanie liści, ograniczanie zbiorów) pozwoliły na ograniczenie sztucznego dosładzania. Praktyka jest ograniczona do chłodniejszych regionów, gdzie wina mają pożądaną kwasowość, ale mogą nie osiągać wymaganego poziomu alkoholu.
Liczne apelacje definiują, czy wino oznaczane może być szaptalizowane, a jeśli tak, czy jest to praktyką dopuszczalną zawsze (np. większość Alzacji do 1,5%), czy też w przypadku pogody niesprzyjającej dojrzewaniu gron (np. Saint-Émilion). Regulacje prawne mają na celu skłonienie winiarzy, by nie przyspieszać niepotrzebnie zbiorów, a później nadmiernie szaptalizować produkt, a raczej pozwolić winogronom dojrzeć, na ile to możliwe, samodzielnie.
Do innych metod, które zwiększają koncentrację wina, należą m.in. dodawanie koncentratu winogronowego oraz zagęszczanie moszczu poprzez usunięcie wody w procesie wymrażania albo odwróconej osmozy.
W XIX w. Ludwig Gall w celu poprawienia jakości win mozelskich z nie najlepszych roczników zaczął dolewać do moszczu wodę z cukrem (tzw. Nasszuckerung). Tego rodzaju szaptalizacja, nazwana od nazwiska twórcy gallizacją, poza zwiększeniem zawartości alkoholu w winie miała również zmniejszyć nadmierną kwasowość wina. Praktyka ta wzbudziła kontrowersje i do dziś rozbieżne są opinie, czy rzeczywiście polepszyła ona jakość mozelskich win, czy też długotrwale zaszkodziła ich reputacji. Od 1971 gallizacja jest w Niemczech zabroniona.